# Howard Gardner
Howard Gardner (Scranton, Pensilvânia, 11 de julho de 1943) é um psicólogo cognitivo e educacional estadounidense, ligado à Universidade de Harvard e conhecido em especial pela sua teoria das inteligências múltiplas. Em 1981 recebeu prêmio da MacArthur Foundation. Em 2011 foi galardoado com o Prémio Príncipe das Astúrias das Ciências Sociais.
Ele é professor de Cognição e Educação na Universidade de Harvard, professor adjunto de Neurologia na Universidade de Boston.

## Biografia
Em 1938 seus pais fugiram da perseguição aos judeus na Alemanha nazista, com seu irmão mais velho Eric, falecido após o nascimento de Howard. Aos 13 anos de idade ele tornou-se um excelente pianista.
Howard Gardner entra na Universidade de Harvard em 1961 com a intenção de se formar em história, mas sob a influência de Erik Erikson ele se interessa em relações sociais, uma combinação de psicologia, sociologia e antropologia, com particular interesse em psicologia clínica. Ele novamente troca seu campo de interesse após conhecer o psicólogo cognitivo Jerome Bruner e os escritos de Jean Piaget.
Depois de terminar seu doutorado em Harvard em 1971, com uma dissertação em sensibilidade de estilo em crianças, continuou a trabalhar nesta universidade, estabelecendo com Nelson Goodman um grupo de pesquisa em educação pela arte conhecido como Project Zero. Fundado em 1967, este projeto se concentra no estudo sistemático do pensamento artístico e da criatividade em arte assim como em disciplinas da área humana e científica em nível individual e institucional.

## Teoria das Inteligências Múltiplas
O primeiro dos testes de sucesso escolar foi realizado e desenvolvido pelo psicólogo Alfred Binet em 1900. Este teste tinha por finalidade diagnosticar crianças com deficiência mental e crianças normais. Após a primeira Guerra Mundial este teste foi aplicado nos soldados com a finalidade de diagnosticar a inteligência dos soldados. Com a propagação deste teste pensou-se que era possível medir quantitativamente a inteligência, mas de acordo com Gardner, autor da teoria das Inteligências Múltiplas: "a inteligência é (...) a capacidade de responder a itens em testes de inteligência". Os testes psicométricos consideram que existe uma inteligência geral, nos quais os seres humanos diferem uns dos outros, que é denominada g. Este g pode ser medido através da análise estatística dos resultados dos testes. É importante acrescentar que tal maneira de encarar a inteligência ainda hoje está presente no senso comum e mesmo em muitas parcelas do meio científico.[carece de fontes?]

## Inteligências múltiplas
O seu livro mais famoso é provavelmente Estruturas da Mente, de 1983, onde ele descreve sete dimensões da inteligência (inteligência visual/espacial, inteligência musical, inteligência verbal, inteligência lógica/matemática, inteligência interpessoal, inteligência intrapessoal e inteligência corporal/cinestética). Desde a publicação de Estruturas da Mente, Gardner propôs duas novas dimensões de inteligência: a inteligência naturalista e a inteligência existencialista. Os testes tradicionais de inteligência só levam em consideração as inteligências verbal e a lógica/matemática. Essa nova teoria tornou-se conhecida como teoria das inteligências múltiplas.
1. Inteligência Linguística - Linguistic Intelligence
2. Inteligência Musical - Musical Intelligence
3. Inteligência Lógica/Matemática - Logical-Mathematical Intelligence
4. Inteligência Visual/Espacial - Spatial Intelligence
5. Inteligência Corporal/Cinestésica - Bodily-Kinesthetic Intelligence
6. Inteligência Interpessoal - Interpersonal Intelligence
7. Inteligência Intrapessoal - Intrapersonal Intelligence
8. Inteligência Naturalista - Naturalist Intelligence
9. Inteligência Espiritual* - Spiritual Intelligence*
10. Inteligência Existencial* - Existential Intelligence*

Recentemente, escreveu um livro intitulado Changing Minds: The Art and Science of Changing Our Own and Other People's Minds (ISBN 1578517095).
Howard Gardner crê que todos temos tendências individuais (áreas de que gostamos e em que somos competentes) e que estas tendências podem ser englobadas numa das inteligências listadas acima.
* Observação importante: É necessário ter precaução ao listar e considerar as Inteligências Múltiplas, pois o próprio Howard Gardner não assume as Inteligências Espiritual e Existencial visto que não é possível enquadra-las nos mesmos critérios de pesquisa científica empírica que ele criou e utilizou em suas pesquisas para criar até a oitava inteligência. Conforme consta nos Capítulos 4 e 5 do livro de Gardner: A Inteligência - Um Conceito Reformulado (2000). Objetiva.

## Vida Pessoal
Howard Gardner é casado com Ellen Winner, Professora de Psicologia da Boston College. Eles têm um filho, Benjamin. Gardner tem mais três filhos de um casamento anterior: Kerith (1969), Jay (1971) e Andrew (1976); e quatro netos: Oscar (2005), Agnes (2011), Olivia (2015) e Faye Marguerite (2016).

## Homenagem
No Brasil, em 2002, Howard Gardner foi homenageado pelo Colégio Interação, de São José-SC. A instituição passou a utilizar o conceito idealizado por ele como norte no seu sistema de ensino, além de adotar o seu sobrenome, passando a se chamar Colégio Gardner.

## Publicações
Português
- A Criança Pré-escolar (1994) Gardner, Howard. Artmed
- Estruturas da Mente (1994). Artmed [tradução de Frames of Mind]
- A Nova Ciência da Mente(1995), Edusp.
- Inteligencias - Múltiplas Perspectivas (1995). Artmed
- Inteligências Múltiplas - A Teoria na Prática (1995) Gardner, Howard. Artmed
- Mentes Que Lideram (1995). Artmed
- Mentes Que Criam (1996). Artmed
- As Artes e o Desenvolvimento Humano (1997). Artmed
- A Inteligência - Múltiplas Perspectivas (1998). Artmed
- Arte, Mente e Cérebro (1999). Artmed
- A Inteligência - Um Conceito Reformulado (1999). Objetiva
- Mentes Extraordinárias (1999). Rocco
- O Verdadeiro, o Belo e o Bom (1999) Gardner, Howard. Objetiva
- Atividades Iniciais de Aprendizagem (2001) Gardner, Howard; Chen, Jie-Qi; Krechevsky, Mara. Artmed
- Avaliação em Educação Infantil (2001) Gardner, Howard; Krechevsky, Mara. Artmed
- Nova Ciência da Mente (2002). EDUSP
- Trabalho Qualificado (2004) Gardner, Howard; Damon, William; Csikszentmihalyi, Mihaly. Bookman
- Mentes Que Mudam - A Arte e a Ciência de Mudar (2005). Artmed
- Cinco Mentes para o Futuro (2007). Artmed
- Responsabilidade no Trabalho (2008). Artmed

Inglês
- The Quest for Mind: Jean Piaget, Claude Levi-Strauss and the Structuralist Movement - New York: Knopf, 1973
- The Shattered Mind - New York: Knopf, 1975
- Artful Scribbles: The Significance of Children's Drawings - New York: Basic Books, 1980
- Frames of Mind: The Theory of Multiple Intelligences - New York: Basic Books, 1983
- Art, Mind and of Multiple Intelligence (1983) ISBN 0-465-02510-2 (1993 ed.)
- The Mind's New Science: A History of the Cognitive Revolution - New York: Basic Books, 1985
- To Open Minds: Chinese Clues to the Dilemma of Contemporary Education - New York: Basic Books, 1989
- The Unschooled Mind: How Children Think and How Schools Should Teach (1991) ISBN 0-465-08896-1 (1993 ed.)
- Multiple Intelligences: The Theory in Practice (1993) ISBN 0-465-01822-X (1993 ed.)
- Creating Minds: An Anatomy of Creativity Seen Through the Lives of Freud, Einstein, Picasso, Stravinsky, Eliot, Graham, and Gandhi (1994) ISBN 0-465-01454-2
- Leading Minds: An Anatomy of Leadership - New York: Basic Books, 1995.
- Intelligence: Multiple Perspectives - Orlando: Harcourt, 1996.
- Extraordinary Minds: Portraits of Exceptional Individuals and an Examination of our Extraordinariness - New York: Basic Books, 1997
- Intelligence Reframed: Multiple Intelligences for the 21st Century - New York: Basic Books, 1999
- The Disciplined Mind: What All Students Should Understand - New York: Simon and Schuster, 1999
- Multiple Intelligences After Twenty Years, 2003. Paper presented at the American Educational Research Association, Chicago, Illinois, April 21, 2003.
- Five Minds for the Future - Harvard Business School Press, 2007, ISBN 978-1591399124
- Responsibility at Work - Jossey-Bass, 2007.
- "Good Work: Aligning Skills and Values" - More Than Sound Productions  2008

## Sobre Gardner
- Bennett, M. (2000). Self-estimates and population estimates of ability in men and women. Australian Journal of Psychology, 52, 23–28.